# Monnaie papale
Pour les articles homonymes, voir Monnaie (homonymie).

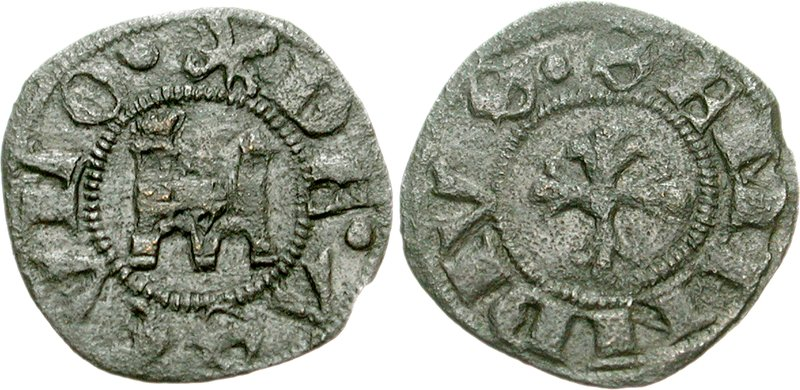
Italie, États pontificaux. Émissions anonymes. XVe siècle. Æ Picciolo (0,57 g, 6h). Monnaie d'Ascoli ; Emiliano Orfini, maître de la monnaie. (clés croisées) DE · ΛSCVLO ·, armoiries familiales d'Orfini · S EMINDIVS, croix fleurie.

La Monnaie papale est l'institut chargé de la production de monnaie pour le pape. La monnaie papale fait également référence aux bâtiments d'Avignon, Rome et ailleurs qui accueillaient la monnaie.

## Histoire

### Histoire de la Monnaie papale
Les papes, et le Sénat lorsqu'il émettait de l'argent, semblaient utiliser la Monnaie impériale de Rome, qui se trouvait sur les pentes de Campidoglio, proche de l'arc de Septime Sévère, mais au XVe siècle, la monnaie papale se trouvait près de la banque Santo Spirito. Finalement, en 1665, Alexandre VII la déplaça derrière la basilique Saint-Pierre. Le Bernin inventa une machine afin de faire le travail plus rapidement, et Francesco Girardini apporta les éléments les plus sensibles afin que la monnaie de Rome soit la plus avancée techniquement de son époque. En 1845, Pie IX l'équipa de machineries modernes.
L'administration de la Monnaie était d'abord confiée au camerlingue de la Sainte Église romaine mais une supervision directe était exercée par le Sénat jusqu'au règne de Martin V. Le maire et les conservateurs de la Camera Capitolina nommait le maître de la Monnaie, tandis que l'impression était vérifiée par les chefs de la guilde des orfèvres et des argentiers. En 1322, Jean XXII créa l'office de trésorier de la Monnaie d'Avignon, et son titulaire devint, petit à petit, indépendant du camerlingue. Plus tard, le bureau du président prélat de la Monnaie fut créé. D'après Lunadori, l'établissement de l'impression de la monnaie était à la charge de la congrégation des Cardinaux.
Les États pontificaux rejoignirent l'Union latine en 1866.

### Depuis l'unification italienne
Avec l'unification italienne et la question romaine, le gouvernement italien prit en charge les opérations de la Monnaie papale en septembre 1870. La Monnaie fut utilisée pour fabriquer de la monnaie italienne, et du fait de la présence de gardes italiens devant la Monnaie, un tunnel fut construit sous le palais apostolique pour permettre un accès privatisé aux jardins du Vatican
Le gouvernement italien a annoncé en 1901 qu'il allait déplacer ses opérations de création de monnaie dans un espace plus grand. Le pape Léon XIII, inquiet qu'une organisation anti-papauté ne s'installe dans le bâtiment, pu l'acheter de manière privée au gouvernement Giolitti par l'intermédiaire d'Ernesto Pacelli en 1904.
L'État de la Cité du Vatican devint un État séparé en 1929. La Monnaie italienne fabrique des pièces pour le micro-État, qui fait ses propres euros.

## Graveurs célèbres de la Monnaie
- Giuseppe Girometti

## Sources
- (en) Cet article est partiellement ou en totalité issu de l’article de Wikipédia en anglais intitulé « Papal mint » (voir la liste des auteurs).